# Densetsu no Stafy (Game Boy Advance)
Densetsu no Stafy (伝説のスタフィー Densetsu no Sutafī?, La Leyenda de Stafy), es un videojuego de plataformas, que fue lanzado para Game Boy Advance en 6 de septiembre de 2002, y fue Desarrollado por Tose y Publicado por Nintendo. También fue relanzado para la Consola Virtual de Wii U en 29 de julio de 2015 en Japón. Es el primero juego de la Serie.
- Datos: Q3023252